# Traiteur

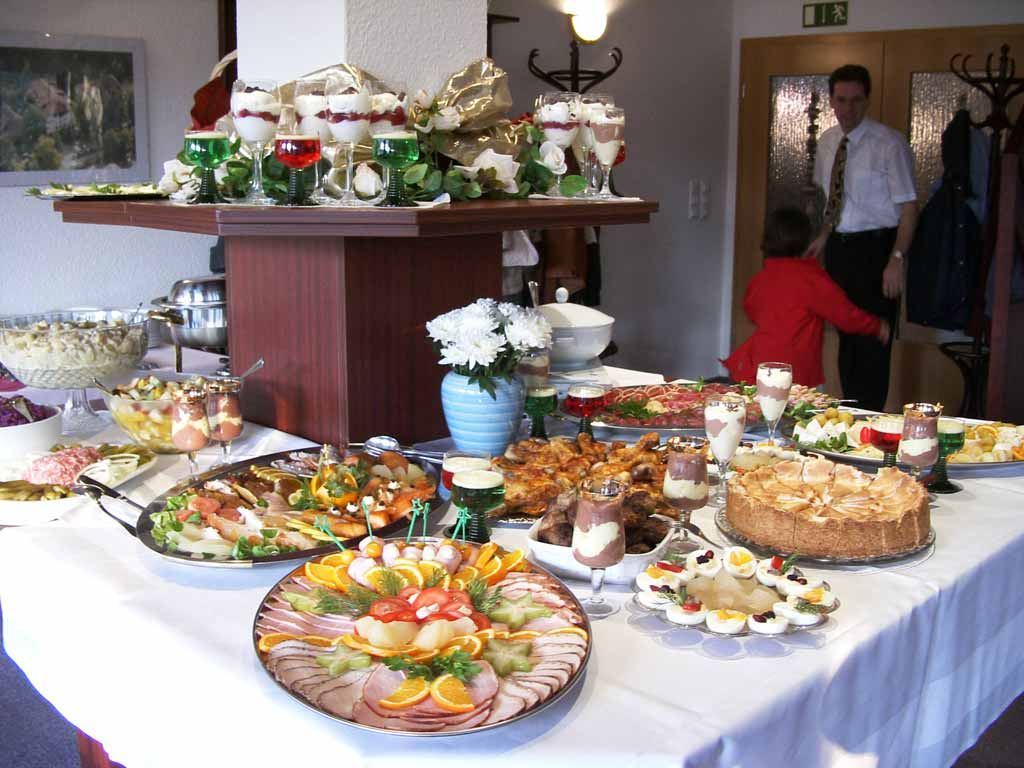
Een diner aan huis dat is verzorgd door een traiteur

Een traiteur is een kok of bedrijf dat diners aan huis bezorgt voor bijvoorbeeld een feest. Ook kan een traiteur een locatie hebben waar hij/zij kant-en-klare, vers bereide, gerechten aanbiedt. De consument kan deze kopen en thuis zelf verwarmen en serveren.
Een traiteur focust zich doorgaans op kleinschalige evenementen of diners. Een bedrijf/persoon dat gerechten bereidt voor grote evenementen wordt een cateraar, cateringbedrijf of cateringservice genoemd.
Het beroep van traiteur is ontstaan in Frankrijk waar koks eten bereidden voor de adel en de maatschappelijke bovenklasse. Het woord traiteur is een cognaat van trattoria.